# 神谷結貴
神谷 結貴（かみや ゆき、1月23日 - ）は最高位戦日本プロ麻雀協会にかつて所属していた元プロ雀士。長野県出身。愛称は『かみー』。

## 人物
- 代々木アニメーション学院卒業。専門は特殊メイクであった。
- 最高位戦日本プロ麻雀協会第32期後期入会。同期に宇佐美うみ・野添ゆかり・三國麗子など。
- 好きな麻雀役は天和、好きな食べ物はチャンジャ、好きな歴史上の人物は高師直である。
- 趣味は乙女ゲーム。
- 身長は150cmと小柄である。

## エピソード
- 近代麻雀付録のプロ名鑑に『コスプレイヤーとして活動している』と記されていたが、本人は「コスプレイヤーとしての活動はしていない」と語っている。
- 自宅のことを『カミヤパレス』と称している。